# Wirtschaftsjurist
Als Wirtschaftsjurist (seltener auch Unternehmensjurist) wird eine Person bezeichnet, die in einem Bereich des Wirtschaftslebens juristisch tätig ist und / oder durch ihre Vorbildung bereits entsprechende Kompetenzen in diesem Bereich erworben hat. An einigen deutschen Hochschulen existieren darüber hinaus auch Studiengänge, deren Abschluss ähnlich bezeichnet wird, so etwa Diplom-Wirtschaftsjurist (Abk. Dipl.-Wi. Iur.) oder Wirtschaftsjurist (FH).
Ein Wirtschaftsjurist zeichnet sich durch eine wirtschaftswissenschaftliche Zusatzqualifikation neben einer juristischen Qualifikation aus, die sich auf das Wirtschaftsrecht konzentriert. Wirtschaftsjuristen besitzen, sofern sie nicht auch zusätzlich das zweite juristische Staatsexamen abgelegt haben, keine Befähigung zum Richteramt, weswegen in Deutschland für ihre Tätigkeit die nachfolgend genannten Einschränkungen der Rechtsberatung gelten.

## Rechtsberatung durch Wirtschaftsjuristen
Die Tätigkeit als Wirtschaftsjurist in Deutschland ohne zweite juristische Staatsprüfung ermächtigt nicht zur freiberuflichen und entgeltlichen Rechtsberatung. In der Rechtspraxis machen Behörden und juristische Personen des öffentlichen Rechts sowie Unternehmen aber von ihrer Berechtigung Gebrauch, sich von ihren entsprechend bevollmächtigten Beschäftigten gerichtlich vertreten zu lassen; dabei werden oft Wirtschaftsjuristen eingesetzt. Das Gleiche gilt für Gewerkschaften und Sozialverbände, die als Prozessbevollmächtigte ihrer Mitglieder ihre hauptamtlichen Mitarbeiter mit der Prozessvertretung beauftragen. So ist es nach aktueller Rechtslage für solche Beschäftigte beispielsweise möglich, in Verfahren ohne Anwaltszwang vor den Amtsgerichten (§ 79 Abs. 2 Satz 2 und 3 ZPO), Verwaltungsgerichten (§ 67 Abs. 2 Satz 2 und 3 VwGO), Arbeitsgerichten (§ 11 Abs. 2 Satz 2 und 3 ArbGG), Sozialgerichten (§ 73 Abs. 2 Satz 2 und 3 SGG) und vor den Finanzgerichten (§ 62 Abs. 2 und 3 FGO) aufzutreten. In diesem Rahmen sind folglich auch die Wirtschaftsjuristen berechtigt, klassische außergerichtliche und gerichtliche Rechtsarbeit zu leisten. Freiberufliche Rechtsberatung gehört jedoch nicht dazu.
Eine Rechtsberatung ist auch durch als Wirtschaftsjuristen beschäftigte Personen bei der Verbraucherzentrale und anderen Verbraucherverbänden sowie durch Verbände der freien Wohlfahrtspflege, Träger der Jugendhilfe und anerkannte Verbände zur Förderung der Belange von Menschen mit Behinderungen möglich (§ 8 Abs. 1 RDG). Eine Beratung von Einzelpersonen durch einen Wirtschaftsjuristen ist zulässig, sofern diese unentgeltlich stattfindet und die Bedingungen des § 6 RDG eingehalten werden.
Die allgemeine freiberufliche Rechtsberatung ist über die zuvor genannte unentgeltliche Beratung hinaus zugelassenen Rechtsanwälten vorbehalten. Eine Verfassungsbeschwerde des Bundesverbands der Wirtschaftsjuristen gegen diese Regelung wurde vom Bundesverfassungsgericht nicht zur Entscheidung angenommen. 2013 wurde diesbezüglich Beschwerde vor dem Europäischen Gerichtshof für Menschenrechte eingelegt.

## Wirtschaftsjurist als Abschlussbezeichnung
Der Begriff Wirtschaftsjurist wird auch als Bezeichnung für Personen, die ein bestimmtes Studium an einer Fachhochschule oder Universität oder eine Ausbildung an einer Berufsakademie abgeschlossen haben genutzt.

### Berufsakademie
An einigen Berufsakademien ist eine Ausbildung mit der Abschlussbezeichnung Geprüfter Wirtschaftsjurist oder Zertifizierter Wirtschaftsjurist möglich; die Ausbildung umfasst unter anderem die Grundzüge des deutschen Rechts, bürgerliches Recht, Deliktsrecht, Handelsrecht, Gesellschaftsrecht, Arbeitsrecht, Wettbewerbsrecht und allgemeine Betriebswirtschaftslehre. Die Ausbildung ist staatlich zugelassen.

### Fachhochschule
An einigen Fachhochschulen existiert eine Ausbildung zum Wirtschaftsjuristen als ein spezialisiertes eigenständiges Studium des Rechts. Das Studium zum Wirtschaftsjuristen (FH) bzw. Diplom-Wirtschaftsjuristen wird durch wirtschaftsrechtliche Fächer und grundlegende wirtschaftswissenschaftliche Lehrinhalte geprägt. Das Studium endet in der Regel nach sieben bis acht Semestern mit Erhalt des FH-Diploms.
Im Zuge des Bologna-Prozesses, der der Standardisierung von Abschlüssen auf internationaler Ebene dienen soll, wurde der Diplomstudiengang und -abschluss Diplom-Wirtschaftsjurist bzw. Wirtschaftsjurist (FH) abgeschafft und die Erwerbung des LL. B. an Fachhochschulen ermöglicht. Gemäß der Kultusministerkonferenz der Länder in Deutschland entspricht der Bachelor dem Niveau des ehemaligen FH-Diploms, der Master dem des ehemaligen Uni-Diploms.

### Universität
Die klassische Ausbildung zum Juristen setzt in Deutschland ein Hochschulstudium an einer Universität mit dem Abschluss des juristischen Staatsexamens voraus, an den Universitäten ist die Ausbildung zum Wirtschaftsjuristen meist zusätzlich zu einem Studium der Rechtswissenschaften möglich; hierfür wird parallel zum juristischen Grundstudium ein entsprechendes Zusatzstudium (Wirtschaftsjurist (Univ.)) belegt.
Einige Universitäten bieten auch einen eigenständigen Studiengang Wirtschaftsrecht an, der mit dem akademischen Grad Diplom-Wirtschaftsjurist (Dipl. iur.oec. univ. oder Dipl.-Wi. iur.) abgeschlossen wird; hierbei wird allerdings keine Befähigung zum Richteramt erworben. Die Regelstudienzeit umfasst neun Semester und ist mit dem Abschluss eines LL. M. vergleichbar. Beide Abschlüsse beinhalten, anders als das FH-Studium, eine Promotionsberechtigung.
Hierüber hinaus bieten einige Universitäten den Studiengang Wirtschaftsrecht mit dem Abschluss LL. B. an. Die Regelstudienzeit beträgt sechs Semester.